# 7923 Chyba
A 7923 Chyba (ideiglenes jelöléssel 1983 WJ) a Naprendszer kisbolygóövében található aszteroida. Edward L. G. Bowell fedezte fel 1983. november 28-án.